# Хајна Нова Вес
Хајна Нова Вес (слч. Hajná Nová Ves) насељено је мјесто са административним статусом сеоске општине (слч. obec) у округу Топољчани, у Њитранском крају, Словачка Република.

## Становништво
| Година:    | 1994. | 2004.   | 2014.   | 2024.   |
| ---------- | ----- | ------- | ------- | ------- |
| Број људи: | 348   | 349     | 333     | 347     |
| Разлика:   |       | +0,28 % | -4,58 % | +4,20 % |

| Година:    | 2023. | 2024.   |
| ---------- | ----- | ------- |
| Број људи: | 345   | 347     |
| Разлика:   |       | +0,57 % |

Према подацима о броју становника из 2011. године насеље је имало 330 становника.